# 切斯·史多克斯
詹姆士·亞歷山大·切斯·史多克斯（英語：James Alexander Chase Stokes，1992年9月16日—），通稱切斯·史多克斯（Chase Stokes），是一名美國男演員、主持人。他的知名作品是在Netflix青少年冒險影集《外灘探秘》中飾演主角約翰·布克·羅勒屈（John Booker Routledge）。

## 早期生活
切斯·史多克斯出生於馬里蘭州的安納波利斯，是傑夫·史多克斯（Jeff Stokes）和珍妮佛·坎寧（Jennifer Canning）的獨生子。史多克斯的父母在他4歲時離婚，之後由母親撫養他長大，母子兩人先班到喬治亞州的坎頓，最後在佛羅里達州的奧蘭多定居。史多克斯高中時就讀佛州的廷伯溪高中，之後在瓦倫西亞學院取得學士學位，他曾就讀於中佛羅里達大學和佛羅里達塞米諾爾州立學院。在成為演員之前，史多克斯曾想做一名職業冰球運動員。

## 職業生涯
史多克斯剛進入影視圈時只在電視劇客串出演小角色，他曾在《怪奇物語》飾演南西·惠勒（娜塔莉亞·戴爾飾）的同學之一，出場時間不到10秒鐘。
2019年，史多克斯加入Netflix原創青少年影集《外灘探秘》劇組，原本要飾演的角色是女主角的前男友托普·桑頓（Topper Thornton），之後更改為飾演主角約翰·布克·羅勒屈（John Booker Routledge）。該劇第一季於2020年4月15日播出，整體評價不錯，Netflix便續訂了第二季。
史多克斯原預計在Netflix原創影集《看誰在說謊》飾演TJ·弗雷斯特（TJ Forrester），後來因為該劇與《外灘探秘》第二季拍攝造成檔期衝突，史多克斯便退出《看誰在說謊》，並由喬治·費里爾（George Ferrier）接替他飾演TJ·弗雷斯特。
2021年10月，史多克斯加入Netflix原創反烏托邦科幻電影《醜人兒》劇組，該電影改編自史考特·韋斯特費德於2005年出版的同名小說，並於同年12月開始製作。
2022年8月，宣布史多克斯加入軍事驚悚電影《Valiant One》劇組，該電影於同年10月開始拍攝，其他主演包括凱藍·莫維和拉娜·康多等。
2023年1月，宣布史多克斯將在青少年浪漫電影《Marked Men》出演主要角色魯爾·阿奇爾（Rule Archer），該電影改編自傑·克羅諾弗（Jay Crownover）於2012年12月出版的小說《Rule》，已於2022年底完成製作，預計在2025年上映。

## 個人生活
2020年6月，史多克斯公開她與《外灘探秘》女主角梅德琳·克萊恩的戀情，但兩人於隔年10月分手。史多克斯從2023年1月開始與美國鄉村歌手凱爾茜·巴勒里尼交往至今。

## 影視作品

### 電影
| 年份 | 中文譯名                     | 原文片名                        | 角色                     | 備註   |
| ---- | ---------------------------- | ------------------------------- | ------------------------ | ------ |
| 2018 | 不適用                       | Between Waves                   | 年輕的戴爾（Young Dale） |        |
| 2021 | 《伯德博士對悲傷詩人的建議》 | Dr. Bird's Advice for Sad Poets | 馬丁（Martin）           |        |
| 2024 | 《醜人兒》                   | Uglies                          | 佩里斯（Peris）          |        |
| 2025 | 不適用                       | Valiant One                     | 待公布                   | 後製中 |

### 電視劇
| 年份 | 中文譯名           | 原文片名             | 角色                                 | 備註                 |
| ---- | ------------------ | -------------------- | ------------------------------------ | -------------------- |
| 2015 | 不適用             | Base                 | 伊森·泰瑞（Ethan Terri）             | 第1季第1集           |
| 2016 | 《怪奇物語》       | Stranger Things      | 里德（Reed）                         | 第1季第6集：〈怪物〉 |
| 2017 | 《晨間女王》       | Daytime Divas        | 格拉漢（Graham）                     | 3集                  |
| 2018 | 《海邊別墅》       | The Beach House      | 羅素·班奈特（Russell Bennett）       | 電視電影             |
| 2018 | 《火星先驅》       | The First            | 芬恩（Finn）                         | 1集                  |
| 2020 | 《外灘探秘》       | Outer Banks          | 約翰·布克·羅勒屈（John B Routledge） | 主角；第1–4季        |
| 2021 | 《告訴我你的祕密》 | Tell Me Your Secrets | 亞當（Adam）                         | 4集                  |

### 音樂錄影帶
| 年份 | 歌曲名稱     | 演唱者              | 飾演   |
| ---- | ------------ | ------------------- | ------ |
| 2020 | 〈火熱邂逅〉 | 凱戈 feat.唐娜·桑默 | 他自己 |

## 外部連結
- 切斯·史多克斯在互联网电影资料库（IMDb）上的資料（英文）